# Mali Lošinj
Mali Lošinj – miasto w Chorwacji, w żupanii primorsko-gorskiej, siedziba miasta Mali Lošinj. Jest położony na wyspie Lošinj. W 2011 roku liczył 6091 mieszkańców.
Stanowi centrum finansowe, administracyjne i kulturalne zachodniej części Kvarneru. W okolicy znajduje się port lotniczy Lošinj. W muzeum w Malim Lošinju eksponowany jest starożytny posąg Apoksyomenosa odnaleziony w Adriatyku w 1996 roku.